# Klaus Welle
Klaus Welle, né le 3 juillet 1964 à Beelen, est un homme politique allemand.

## Biographie
Il est diplômé de sciences économiques de l'université de Witten/Herdecke en Allemagne. Depuis le 15 mars 2009, il est secrétaire général du Parlement européen, après avoir été chef de cabinet du président du Parlement européen de 2007 à 2009. Il est aussi conseiller pour le think-tank transatlantique European Horizons.